# Anni 2010
Gli anni 2010 sono il decennio che comprende gli anni dal 2010 al 2019 inclusi.

## Eventi, invenzioni e scoperte

La Deepwater Horizon in fiamme.

### 2010
- 12 gennaio: un terremoto di magnitudo 7 della scala Richter, provoca ad Haiti circa 230.000 vittime. Secondo l'ONU le vittime totali sarebbero potute arrivare a 3 milioni.
- 27 febbraio: un terremoto di magnitudo 8,8 Mw colpisce il Cile, provocando gravi danni in gran parte del centro-sud del Paese.
- 10 aprile: il presidente della Polonia Lech Kaczyński muore in un incidente aereo assieme a vari membri del governo nazionale.
- 17 aprile: erutta il vulcano islandese Eyjafjöll. La nube vulcanica prodotta dall'esplosione in breve tempo copre i cieli di gran parte dell'Europa, impedendo per giorni il libero flusso di aerei.
- 20 aprile: esplode una piattaforma petrolifera nel Golfo del Messico, provocando enormi danni ecologici ed economici, soprattutto lungo le coste del sud degli Stati Uniti d'America.
- 11 maggio: David Cameron diventa Primo Ministro del Regno Unito. Con la sua elezione, il partito conservatore riprende il controllo del Paese dopo tredici anni di governi laburisti.
- Esplode la crisi dell'euro che ha inizio con la disastrosa crisi economica della Grecia. Le nazioni dell'Unione europea avviano un'operazione di emergenza per risanare il debito greco e continentale.
- 17 dicembre: l'Irlanda crolla in una spaventosa crisi economica, trascinandovi l'euro. Le nazioni dell'Unione europea avviano un'operazione di emergenza per risanare la crisi irlandese.

### 2011

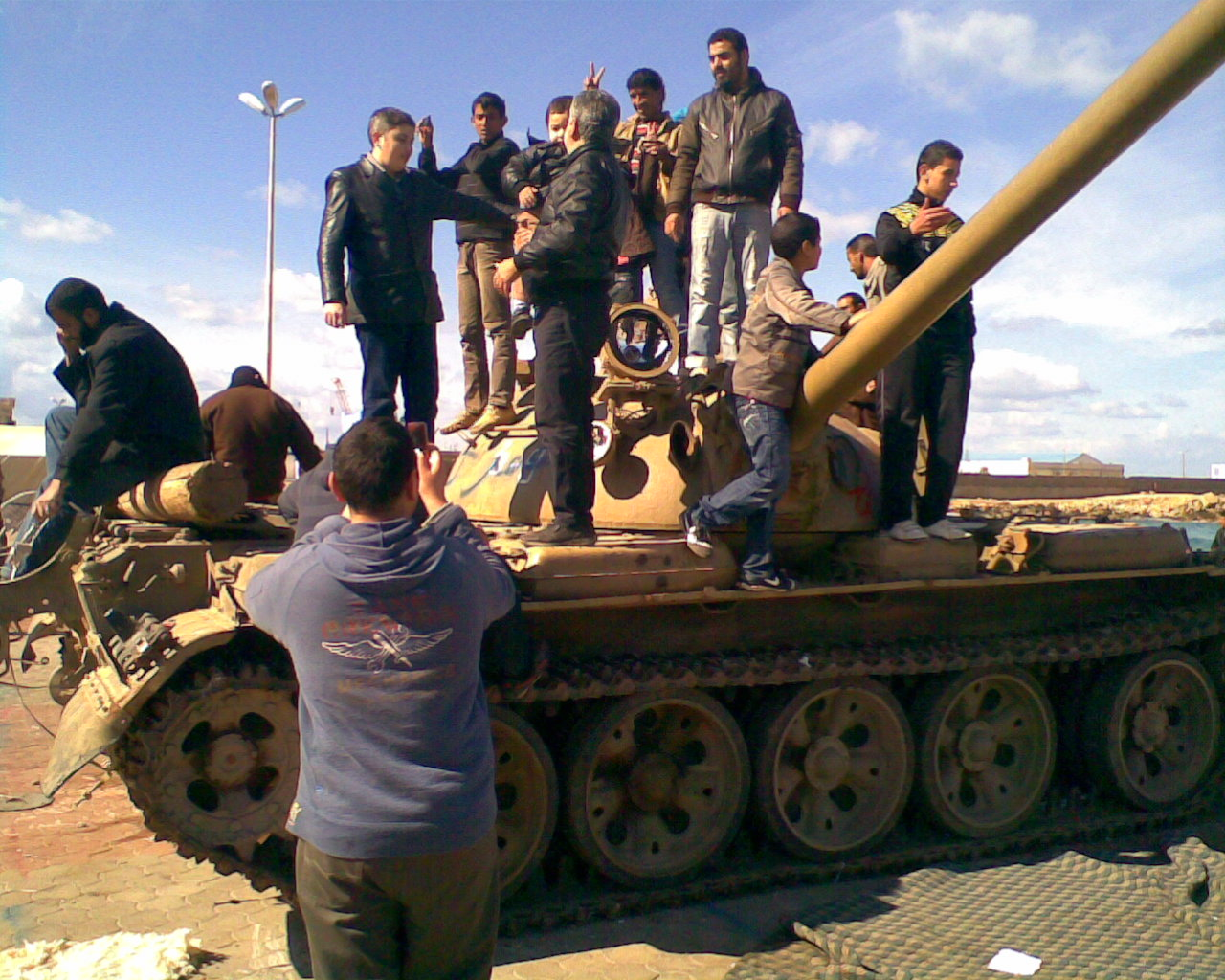
La guerra civile libica del 2011.

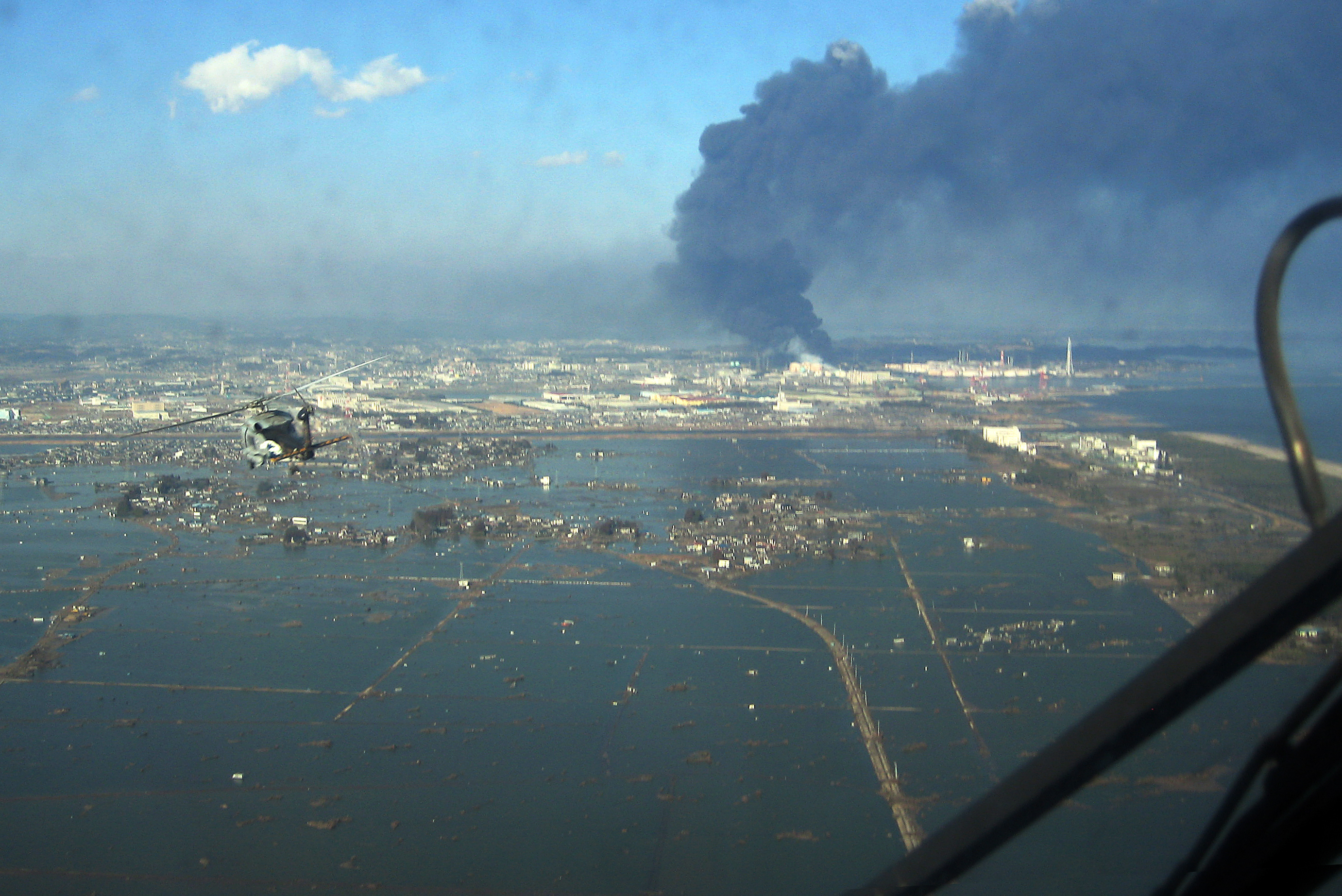
Vista aerea di Sendai dopo il terremoto e maremoto del Tōhoku del 2011

- 1º gennaio: l'Estonia adotta l'euro come valuta ufficiale.
- Nei mesi di gennaio e febbraio scoppiano delle rivolte nell'Africa Settentrionale e in Medio Oriente: cominciano in Tunisia, a causa dell'aumento del prezzo del pane, per poi proseguire in Libia, Egitto, Algeria e Siria.
- La Cina diventa la seconda potenza economica del mondo superando il Giappone e la Germania.[senza fonte]
- 11 marzo: in Giappone si verifica un terremoto di magnitudo 8,9 della scala Richter, seguito da uno tsunami, che causa a sua volta il disastro nucleare di Fukushima.
- 15 marzo: scoppia la guerra civile siriana contro il governo di Bashar al-Assad.
- 17 marzo: si celebra il 150º anniversario dell'Unità d'Italia.
- 2 maggio: il governo statunitense diffonde la notizia dell'uccisione di Osama bin Laden.
- 9 luglio: viene riconosciuta l'indipendenza del Sudan del Sud.
- 10 luglio: chiude dopo 167 anni il News of the World.
- 22 luglio: in Norvegia si verificano due attentati terroristici a Oslo e all'isola di Utøya.
- 11 settembre: in occasione del 10º anniversario degli attentati che distrussero il World Trade Center, viene inaugurato il National September 11 Memorial & Museum.
- 20 ottobre: viene catturato e ucciso nella città di Sirte, il dittatore libico Muʿammar Gheddafi, al potere dal 1969.
- 26 ottobre: il primo Boeing 787 entra in servizio commerciale attivo con la All Nippon Airways.
- 12 novembre: cade il governo Berlusconi IV e subentra il governo tecnico di Mario Monti.
- 17 dicembre: Kim Jong-il, Presidente della Corea del Nord, muore a 69 anni, dopo aver governato il Paese per diciassette anni. La sua morte diffonde insicurezza e timore sulla stabilità nella regione asiatica. Il figlio del defunto leader, Kim Jong-un, succede a suo padre.

### 2012
- 13 gennaio: la nave da crociera italiana Costa Concordia naufraga colpendo uno scoglio e si arena poggiandosi sul suo fianco destro vicino alla costa dell'Isola del Giglio, a circa 100 miglia a nord di Roma. Delle 4232 persone a bordo, 32 muoiono e 64 rimangono ferite.La nave da crociera Costa Concordia naufragata nel 2012.

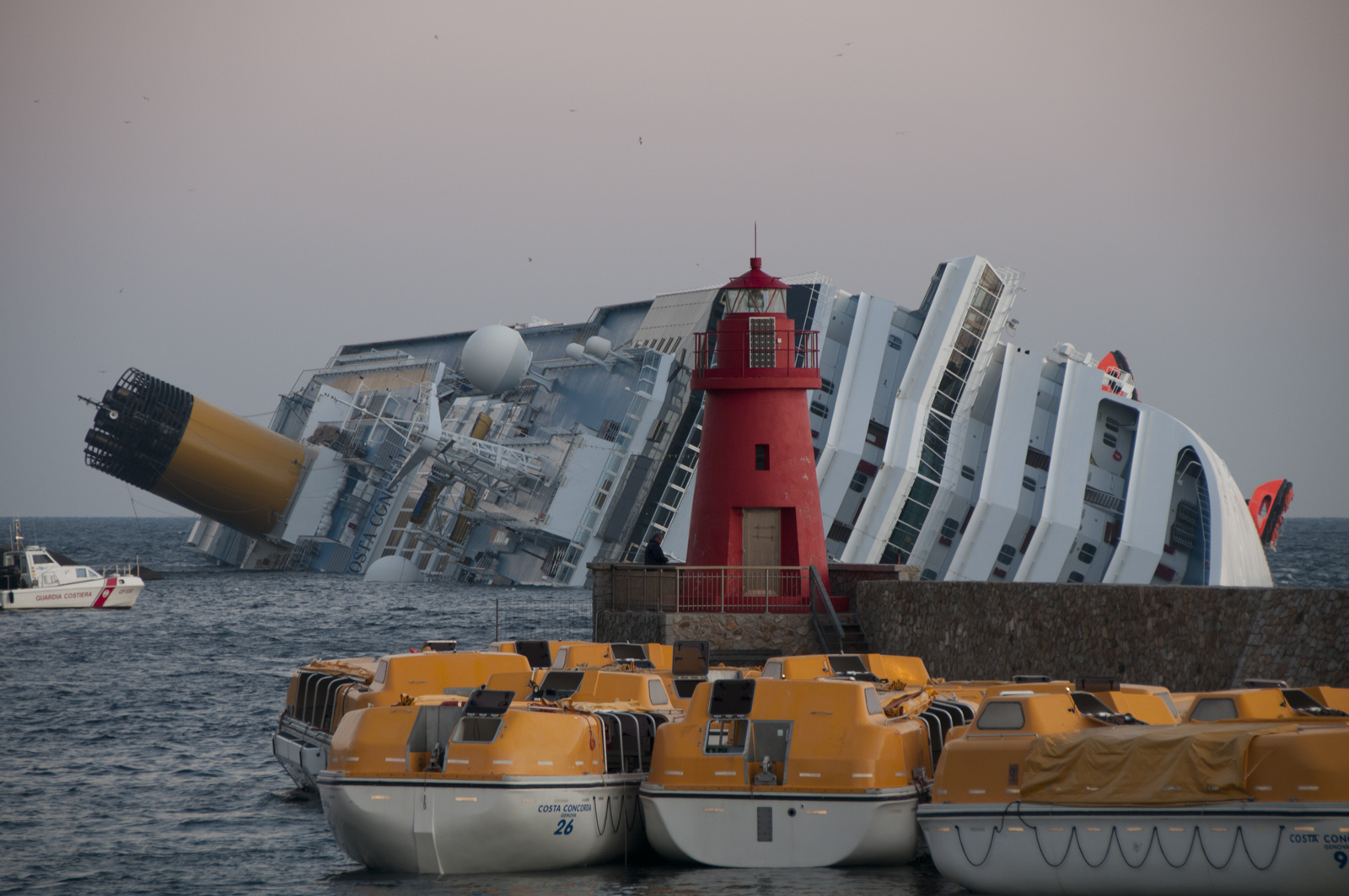
La nave da crociera Costa Concordia naufragata nel 2012.

- Nel mese di febbraio una straordinaria ondata di gelo e neve investe l'Italia e buona parte dell'Europa creando ingenti danni e blocchi della circolazione, oltre a numerosi morti e feriti.
- 14 aprile: ricorre il centenario dell'affondamento del transatlantico RMS Titanic
- 19 maggio: un ordigno esplosivo scoppia nei pressi della scuola Morvillo-Falcone di Brindisi, uccidendo la studentessa Melissa Bassi e ferendone altre cinque.
- Dal 20 maggio, e per diverse settimane, uno sciame sismico sconvolge le province di Modena, Ferrara, Mantova, Reggio Emilia, Bologna e Rovigo, a cavallo tra le regioni Emilia-Romagna, Lombardia e Veneto.
- 2 giugno - 5 giugno: si celebra il giubileo di diamante della regina Elisabetta II, da sessanta anni sul trono.
- 5 giugno: si allineano dopo 105 anni il Sole, il pianeta Venere e la Terra.
- 4 luglio: gli scienziati del CERN, a seguito degli esperimenti condotti nell'acceleratore di particelle LHC, scoprono l'esistenza del bosone di Higgs.
- 20 luglio: si verifica in Colorado il massacro di Aurora.
- 14 ottobre: Felix Baumgartner, lanciandosi da un pallone aerostatico da 39 km di altezza, diventa il primo uomo a superare la velocità del suono in caduta libera, senza l'ausilio di alcun dispositivo.
- 6 novembre: Barack Obama viene riconfermato Presidente degli Stati Uniti d'America, sconfiggendo lo sfidante repubblicano Mitt Romney.

### 2013

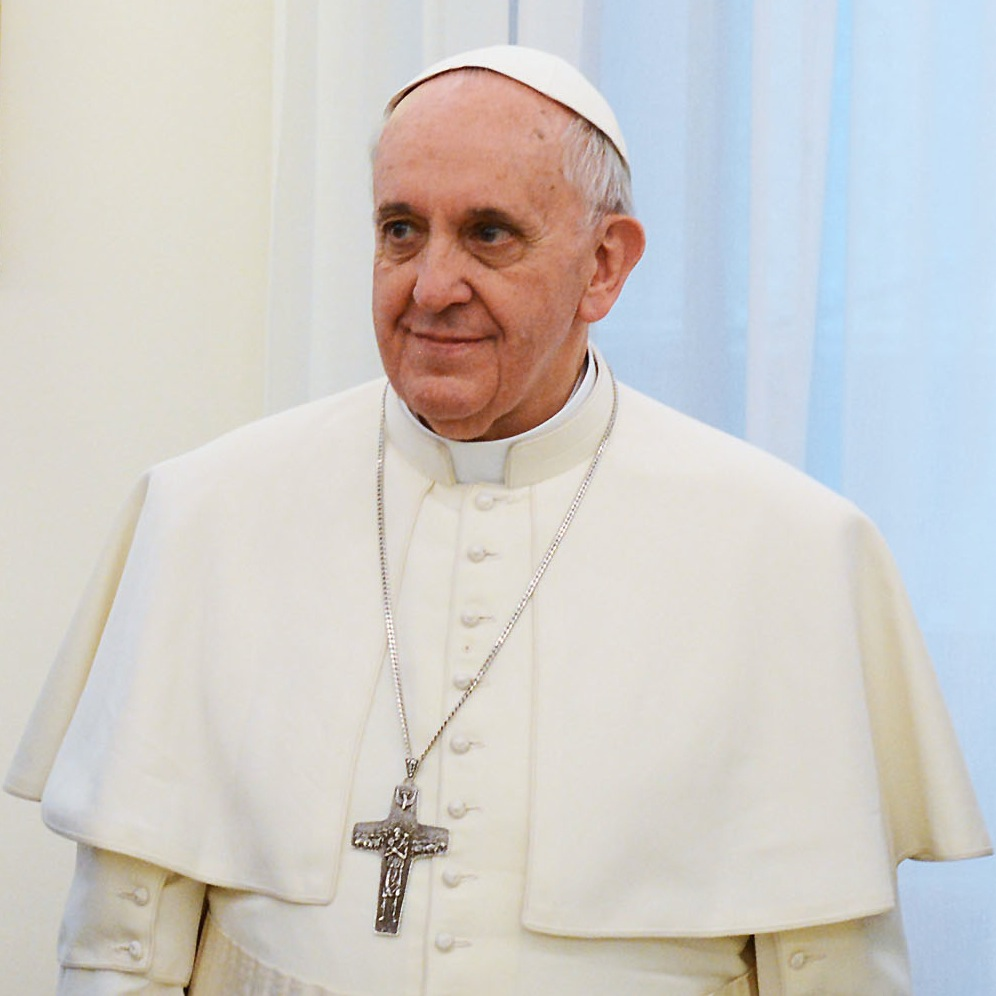
Papa Francesco, eletto il 13 marzo del 2013.

- 11 febbraio: Papa Benedetto XVI annuncia le sue dimissioni dall'incarico di pontefice a partire dalle ore 20:00 del 28 febbraio. La notizia desta clamore in tutta la Chiesa e nel mondo cattolico in quanto era dal 1415 che un papa non rinunciava all'incarico a vita.
- 5 marzo: il Presidente del Venezuela Hugo Chávez muore a 58 anni, dopo aver governato il Paese per quattordici anni.
- 12 marzo: si apre il Conclave per l'elezione del successore di Papa Benedetto XVI.
- 13 marzo: si chiude il Conclave per eleggere il successore di Benedetto XVI. Viene eletto il cardinale argentino Jorge Mario Bergoglio, che assume il nome di Papa Francesco.
- 15 aprile: si verifica un attentato terroristico durante la maratona annuale di Boston.
- 3 luglio: un colpo di Stato militare in Egitto rovescia il governo islamista del Presidente Mohamed Morsi e instaura il potere di Abdel Fattah al-Sisi.

### 2014
- 1º gennaio: la Lettonia adotta l'euro come valuta ufficiale.
- 4 febbraio: inizia a diffondersi maggiormente l'epidemia di Ebola in Africa.
- 18 febbraio: scoppia la rivoluzione ucraina.
- 23 febbraio: in risposta alla rivoluzione ucraina, la Russia invade la Crimea.
- 7 aprile: la Repubblica Popolare di Doneck proclama l'indipendenza dall'Ucraina; comincia così la guerra civile nel Donbass.
- 2 giugno: Il re Juan Carlos I di Spagna abdica in favore di suo figlio Felipe dopo trentanove anni di regno.
- 19 giugno: il giorno dopo la firma dell'abdicazione di suo padre, Felipe VI viene proclamato re di Spagna dinanzi al parlamento spagnolo.
- 8 luglio: Israele lancia sulla Striscia di Gaza l'operazione Margine di protezione che provoca oltre 2000 vittime tra la popolazione palestinese.
- 17 luglio: il Volo Malaysia Airlines 17 con a bordo 298 persone viene abbattuto da un missile mentre sorvola il confine tra Ucraina e Russia.

### 2015
- 1º gennaio: la Lituania adotta l'euro come valuta ufficiale.
- 7 gennaio: un commando di due uomini armati con fucili d'assalto kalashnikov (uno dei quali alla guida di un'auto pronta per la fuga) attacca la sede del giornale satirico Charlie Hebdo a Parigi durante la riunione settimanale della redazione. Muoiono diciassette persone, tra cui il direttore Stéphane Charbonnier, detto Charb, diversi collaboratori storici del periodico (Cabu, Tignous, Georges Wolinski, Philippe Honoré) e tre poliziotti; diversi sono anche i feriti. Pochi istanti prima dell'attacco, il settimanale satirico aveva pubblicato sul proprio profilo Twitter una vignetta su Abu Bakr al-Baghdadi, leader dello Stato Islamico.
- 14 gennaio: Giorgio Napolitano dopo quasi nove anni al Quirinale, si dimette dalla carica di Presidente della Repubblica Italiana.
- 18 marzo: al Museo nazionale del Bardo di Tunisi, un attentato terroristico provoca la morte di 22 persone ed il ferimento di almeno altre 20.
- 24 marzo: il volo Germanwings 9525, partito da Barcellona e diretto a Düsseldorf, precipita nelle Alpi dell'Alta Provenza, in Francia; il bilancio è di 150 morti.
- 1º maggio - 31 ottobre: si tiene l'Expo 2015 nella città di Milano.
- 26 giugno: all'hotel Riu Imperial Marhaba di Port El-Kantaoui di Susa, un attentato terroristico provoca la morte di 39 persone e il ferimento di altre 38. Contemporaneamente un altro attentato terroristico provoca 27 vittime in una moschea di Kuwait City.
- 13 novembre: a Parigi 8 terroristi affiliati allo Stato Islamico seminano il panico fra i cittadini attraverso una serie di attacchi coordinati; il bilancio finale è di 137 morti (inclusi 7 attentatori) e 368 feriti.
- 8 dicembre: inizio del trentesimo Giubileo universale della Chiesa cattolica.

### 2016

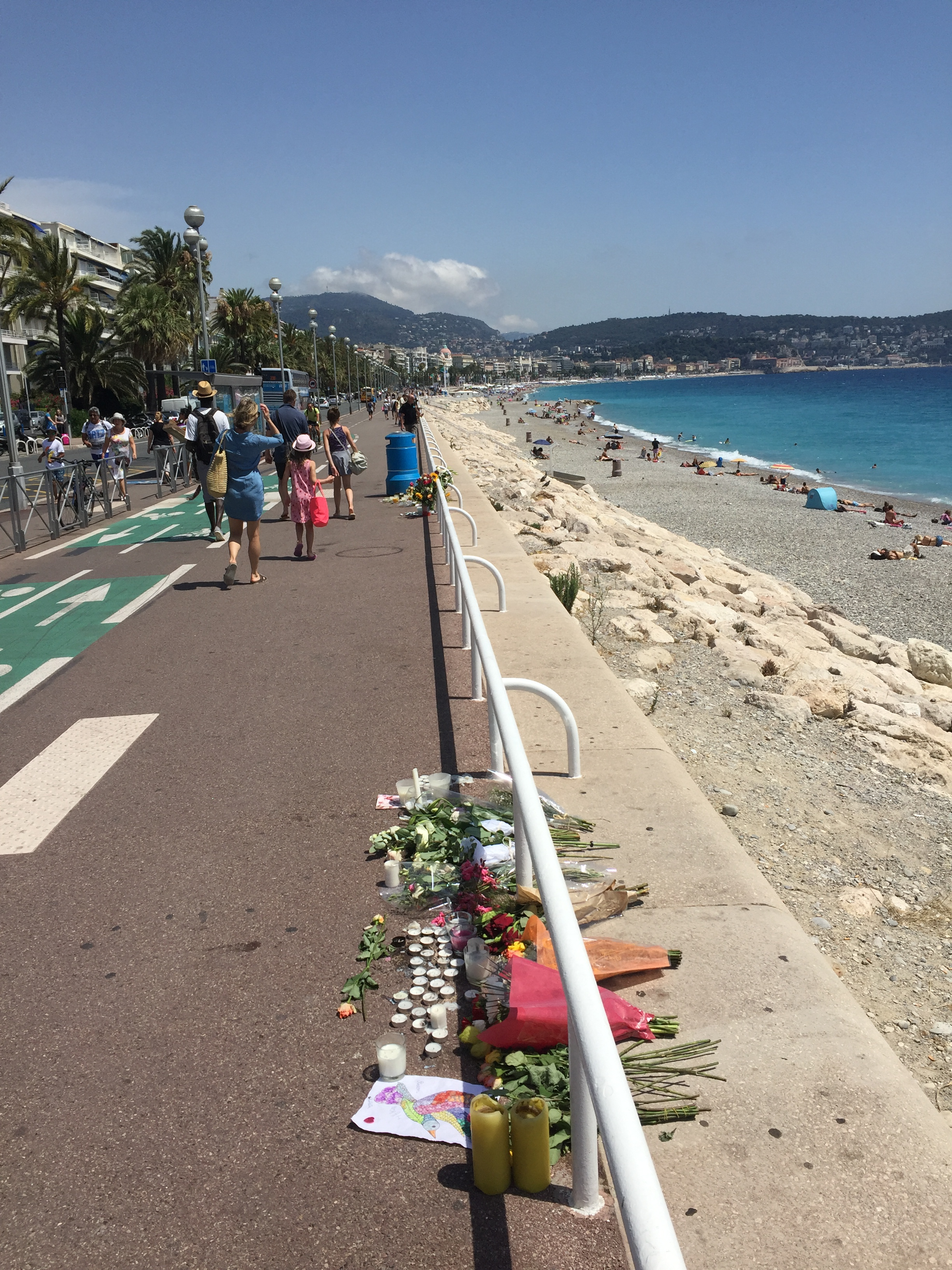
Il memorial nel lungomare di Nizza dedicato alle 84 vittime del massacro terroristico nel 2016

- 22 marzo: a Bruxelles tre terroristi si fanno saltare in aria causando due esplosioni, una all'aeroporto della capitale belga e l'altra presso la stazione della metropolitana Maelbeek/Maalbeek. Il bilancio è di 35 morti e 340 feriti.
- 12 giugno: si verifica una strage presso un locale gay di Orlando che provoca 50 morti e 58 feriti. L'attentato viene rivendicato dallo Stato Islamico.
- 23 giugno: si tiene il referendum consultivo con il quale i cittadini britannici votano per decidere se il Regno Unito deve rimanere o meno nell'Unione europea. Vincono i "pro-Brexit" con il 51,9% dei voti contro il 48,1% degli "europeisti".
- 13 luglio: in seguito agli esiti del referendum sulla Brexit, il Primo ministro del Regno Unito David Cameron si dimette, venendo così sostituito dalla compagna di partito Theresa May.
- 14 luglio: si verifica un attentato terroristico a Nizza lungo la Promenade des Anglais. L'attacco provoca 87 morti (incluso l'attentatore) e 458 feriti.
- 15 luglio: un tentativo di golpe militare mina il governo di Erdoğan in Turchia.
- 22 luglio: in Germania si verifica una strage; il responsabile viene identificato in Ali David Sonboly, un cittadino tedesco-iraniano di 18 anni, che dopo aver compiuto l'atto, si è suicidato. Il bilancio della strage è di 10 morti (incluso l'attentatore) e 35 feriti.
- 24 agosto: un violento terremoto colpisce l'Italia nelle regioni di Lazio, Umbria e Marche, provocando enormi danni e vittime.
- 13 ottobre: viene conferito a Bob Dylan il Premio Nobel per la letteratura. Prima di lui solo George Bernard Shaw era riuscito a vincere sia un Nobel che un Oscar.
- 26 ottobre: un'altra violenta scossa colpisce l'Italia nelle regioni di Lazio, Umbria e Marche, provocando numerosi danni e vittime.
- 30 ottobre: un'ulteriore scossa colpisce l'Italia nelle regioni di Umbria e Marche, provocando enormi danni ma per fortuna nessuna vittima; si è trattato del sisma più violento dal 1980.

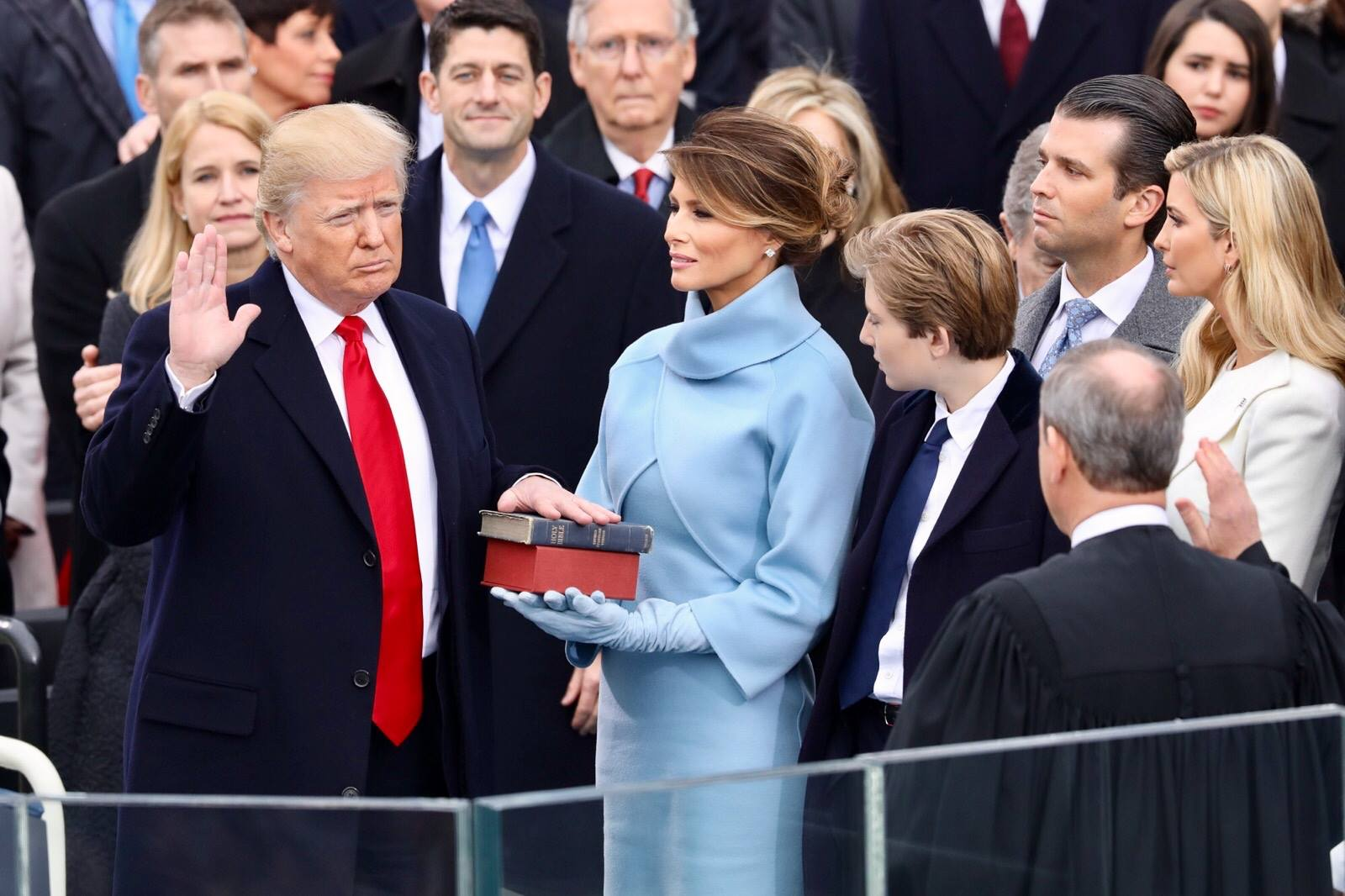
Il giuramento di Trump (20 gennaio 2017)

- 8 novembre: Donald Trump viene nominato Presidente eletto degli Stati Uniti d'America; giurerà come 45º Presidente degli Stati Uniti il 20 gennaio successivo.
- 4 dicembre: Matteo Renzi si dimette dall'incarico di Presidente del Consiglio a seguito della vittoria dei "no" al Referendum costituzionale. Gli succede Paolo Gentiloni.

### 2017
- 1º gennaio: si verifica ad Istanbul un attentato terroristico in seguito rivendicato dallo Stato Islamico.
- 18 gennaio: quattro violente scosse di terremoto superiori alla magnitudo 5 colpiscono ancora l'Italia centrale. Questo episodio si verifica contemporaneamente a delle abbondantissime nevicate, anche superiori ai due metri. Questi due eventi provocarono una valanga che si andò a schiantare contro l'hotel Rigopiano, a Farindola (in provincia di Pescara), provocando la morte di molte persone.
- 22 marzo: si verifica a Londra l'ennesimo attentato terroristico rivendicato dallo Stato Islamico.
- 7 maggio: a soli trentanove anni, Emmanuel Macron diventa il più giovane Presidente della Repubblica francese.
- 22 maggio: a Manchester, durante il concerto della cantante statunitense Ariana Grande, un ragazzo si fa esplodere uccidendo 22 persone e ferendone 250. L'attentato verrà in seguito rivendicato dallo Stato Islamico.
- 5 giugno: il Montenegro entra a far parte della NATO.
- 17 agosto: a Barcellona un furgone viene scagliato contro la folla a tutta velocità sulla Rambla. L'attentato viene rivendicato dallo Stato Islamico.
- 21 agosto: si verifica una eclissi solare totale.
- 1º ottobre: in Spagna si svolge il referendum costituzionale per l'indipendenza della Catalogna. Circa il 43% degli aventi diritto al voto si reca alle urne e il 91% dei voti va a favore dell'indipendenza. Ma il governo spagnolo ritiene incostituzionale la votazione, alimentando così gli scontri tra polizia di Stato e indipendentisti.
- 17 ottobre: dopo quattro mesi di intensi combattimenti, le Forze Democratiche Siriane riescono, con l'aiuto degli Stati Uniti d'America, a liberare completamente la città siriana di al-Raqqa, che dal gennaio 2014 è stata quartier generale e capitale dello Stato Islamico.

### 2018

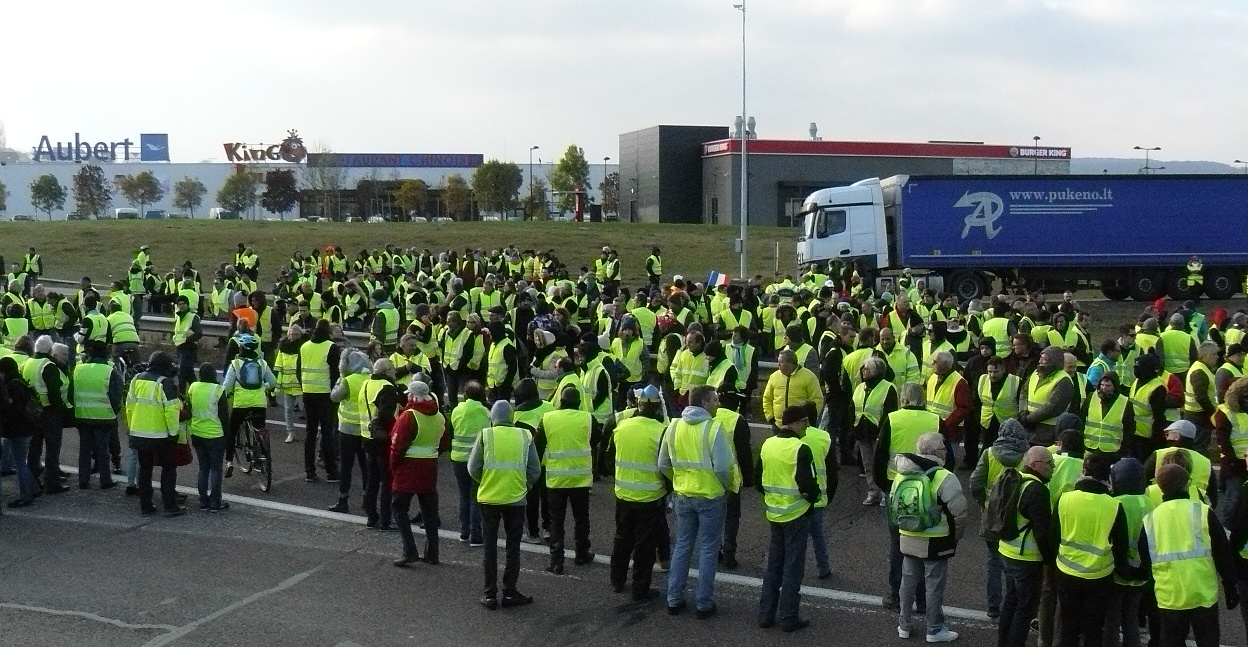
Blocco stradale dei gilet gialli

- 8 maggio: gli Stati Uniti d'America annunciano l'uscita dall'accordo sul nucleare iraniano.
- 1º giugno: in Italia Giuseppe Conte diventa il nuovo Presidente del Consiglio dei ministri succedendo a Paolo Gentiloni.
- 24 luglio: si verifica un grande incendio in Grecia che si espande dalle coste del Mar Egeo fino ad Atene distruggendo mezza città.
- 27 luglio: si verifica una eclissi lunare totale che si attesterà come la più duratura del XXI secolo.
- 17 novembre: il movimento dei gilet gialli inizia una serie di proteste in Francia.
- 26 novembre: la sonda InSight atterra con successo su Marte.

### 2019
- 23 gennaio: Juan Guaidó si autoproclama Presidente del Venezuela ad interim gettando il Paese in una gravissima crisi politica interna, che si placa definitivamente dopo qualche mese; pur rimanendo il Paese in una lieve instabilità politica, il controllo del Potere Esecutivo rimane comunque saldamente in mano a Nicolás Maduro.
- 1º febbraio: gli Stati Uniti d'America dichiarano la propria uscita dal trattato INF, provocando la conseguente uscita della Russia dal medesimo trattato il 2 febbraio.
- 15 marzo: in Nuova Zelanda si verificano due attacchi terroristici presso la città di Christchurch.
- 10 aprile: in seguito al progetto Event Horizon Telescope, viene pubblicata la prima foto di un buco nero.
- 15 aprile: a Parigi un grave incendio provoca il crollo della volta e della guglia nella Cattedrale di Notre-Dame.
- 21 aprile: a Colombo e in alcuni hotel e chiese dello Sri Lanka, diversi terroristi si fanno saltare in aria durante i festeggiamenti della Pasqua cristiana; gli attacchi provocano la morte di 253 persone e il ferimento di altre 500.
- 31 dicembre: nella città Wuhan in Cina, si ha il primo caso ufficialmente accertato di contagio dal virus SARS-CoV-2; nel giro di poche settimane si sviluppa in tutto il mondo la pandemia di COVID-19.

## Economia
- L'economia dell'inizio degli anni dieci è dominata dalla grande recessione, iniziata con la crisi dei subprime negli Stati Uniti d'America nel 2007 che ha portato alla crisi finanziaria dell'Irlanda nel 2008-2009, sempre nel 2009 l'Italia e successivamente si è espansa nel continente europeo.

## Politica
- Nel 2010 WikiLeaks diffonde senza autorizzazione 251.287 documenti contenenti informazioni confidenziali inviate da 274 ambasciate americane in tutto il mondo al dipartimento di Stato degli Stati Uniti a Washington. Questo evento ha avuto un forte impatto sul paesaggio politico globale, con forti reazioni da parte dei leader in molti dei principali paesi.
- La seconda metà degli anni 10 vede il passaggio da una politica mondiale aperta e di impronta liberal tipica dell'era Obama a una più intransigente e populista, le cui avvisaglie cominciano con l'instaurazione del governo autoritario di Erdoğan in Turchia, la questione ucraina e la crisi venezuelana, ma che esplode con la Brexit e l'elezione di Donald Trump alla presidenza americana che portarono a un forte inasprimento della diplomazia mondiale e all'ascesa di partiti di destra, ultra-conservatori e indipendentisti in tutto il mondo.

## Sport
- 2010:
  - 12 febbraio - 28 febbraio: XXI Giochi olimpici invernali a Vancouver.
  - 12 marzo - 21 marzo: X Giochi paralimpici invernali a Vancouver
  - 11 giugno - 11 luglio: XIX Mondiali di calcio in Sudafrica, vinti per la prima volta dalla Spagna.
- 2011:
  - 18 settembre - 31 ottobre: VI Mondiali di rugby in Nuova Zelanda, vinti dalla Nuova Zelanda.
- 2012:
  - 8 giugno - 1º luglio: XIV Europei di calcio in Polonia ed Ucraina, vinti per la terza volta dalla Spagna.
  - 27 luglio - 12 agosto: Giochi della XXX Olimpiade a Londra.
  - 29 agosto - 9 settembre: XIV Giochi paralimpici estivi a Londra.
- 2014:
  - 7 febbraio - 23 febbraio: XXII Giochi olimpici invernali a Sochi.
  - 7 marzo - 16 marzo: XI Giochi paralimpici invernali a Sochi.
  - 12 giugno - 13 luglio: XX Mondiali di calcio in Brasile, vinti per la quarta volta dalla Germania.
- 2015:
  - 18 settembre - 31 ottobre: VII Mondiali di rugby in Inghilterra, vinti dalla Nuova Zelanda.
- 2016:
  - 10 giugno - 10 luglio: XV Europei di calcio in Francia, vinti per la prima volta dal Portogallo.
  - 5 agosto - 21 agosto: Giochi della XXXI Olimpiade a Rio de Janeiro.
  - 7 settembre - 18 settembre: XV Giochi paralimpici estivi a Rio de Janeiro.
- 2018:
  - 9 febbraio - 25 marzo: XXIII Giochi olimpici invernali a Pyeongchang.
  - 9 marzo - 18 marzo: XII Giochi paralimpici invernali a Pyeongchang.
  - 14 giugno - 15 luglio: XXI Mondiali di calcio in Russia, vinti per la seconda volta dalla Francia.
- 2019:
  - 20 settembre - 2 novembre: IX Mondiali di rugby in Giappone, vinti dal Sudafrica.

## Musica
- Il successo del genere di origine latino americana reggaeton esplode in tutto il mondo.[senza fonte]
- Si abbandona il rap tradizionale, trovando unioni più commerciali che vedono prevalere musica pop ed EDM, formando generi come il pop rap e l'hip house. D'altra parte certi produttori lavorando con diversi rapper creano la musica trap, che vede forti influenze di musica elettronica e varie influenze pop.
- La musica elettronica, che è stata sempre popolare in Europa per molti anni, subisce un certo cambiamento con uno stile più moderno rispetto alla prima ondata degli anni 1980 e primi anni 1990. Ritornano in chiave postmoderna anche i vecchi generi disco e funk che hanno costituito gli anni '70, '80, '90 con bassi e suoni elettronici synth come Treasure di Bruno Mars, Uptown Funk di Mark Ronson e Bruno Mars, Want to Want Me di Jason Derulo, Lose Yourself to Dance e Get Lucky dei Daft Punk, e ognuno di questi singoli ha riscontrato un grande successo a livello mondiale. Molto in voga anche il genere revival che consiste nella nostalgia e la voglia di ricordare singoli, stili e ritmi intramontabili della Disco music anni '70 e della Dance pop anni '80, quindi anche il revival ha influenzato gli artisti del tempo e li ha indirizzati di nuovo su questi stili e ritmi. Trombe e fisarmoniche iniziano a rivivere nella musica degli anni dieci, soprattutto nella musica pop dance e musica latina, con artisti come: Taylor Swift, Anastacia, Lady Gaga, Katy Perry, Shakira, Rihanna, Jennifer Lopez, Ellie Goulding, Shawn Mendes, Miley Cyrus, Nicki Minaj, Ariana Grande, Britney Spears, Lana Del Rey, Jessie J, Beyoncé e Robbie Williams. La musica R&B ha una notevole trasformazione in questo decennio, quando i generi new Jack Swing, soul e R&B si incrociano tra di loro nella musica pop, con artisti come Bruno Mars ed Ed Sheeran. Inoltre l'R&B vede nascere un nuovo genere, il PBR&B, che mischia l'R&B con varie influenze da diversi altri stili musicali, e ciò lo differenzia dandogli un suono molto alternativo, i pionieri di questo genere sono Frank Ocean e The Weeknd. L'elettronica raggiunge ottimi successi commerciali soprattutto nella sua forma nota come EDM: tra i più noti artisti i francesi Bob Sinclar e David Guetta, Calvin Harris e Avicii (morto il 20 aprile 2018) che contribuiranno non solo a cambiare profondamente il mondo della musica elettronica commerciale, ma influenzeranno le produzioni di noti artisti rock, pop e hip hop. Anche l'alternative rock trova la sua conferma grazie a gruppi come i Coldplay, gli Imagine Dragons ed i Kasabian.
- Artisti come Adele, Duffy ed Amy Winehouse (morta il 23 luglio 2011) vengono considerati i maggiori esponenti della nuova generazione del soul bianco[1].
- L'hip hop subisce una trasformazione, da una parte assumendo connotazioni più vicine al grande pubblico, dall'altra sostituendo in molti casi le tradizionali parlate in rima con un canto più tradizionale. Nell'hip hop classico, il disco To Pimp a Butterfly di Kendrick Lamar non solo raggiunge la vetta delle classifiche negli Stati Uniti[2] e in Europa[3], ma diventa anche l'inno dei movimenti di protesta per la difesa dei diritti dei cittadini afroamericani negli Stati Uniti[4].
- Il 23 luglio 2011 una guardia del corpo di Amy Winehouse trova la cantante senza vita nel suo letto.
- L'11 febbraio 2012 in una camera d'albergo di Beverly Hills, viene ritrovata morta Whitney Houston.
- Il 1º marzo 2012 muore a Montreux il cantautore bolognese Lucio Dalla colpito da un infarto. Tra i suoi più celebri successi 4/3/1943, Piazza Grande, Caruso e Attenti al lupo.
- Il 15 luglio 2012 viene pubblicato il singolo Gangnam Style del rapper sudcoreano Psy, che ottiene un incredibile successo di vendite a livello internazionale e il quale video supera per primo, nella storia di YouTube, il miliardo di visualizzazioni.
- Il 6 febbraio 2013 viene trovato morto il cantante Mo-Do, noto per essere stato l'artefice del successo della sua Einz, Zwei, Polizei, tormentone estivo del 1994.
- Il 10 gennaio 2016 a soli due giorni dalla pubblicazione del suo ultimo album Blackstar, muore a causa di un tumore David Bowie, icona della musica mondiale per più di cinquanta anni. Nell'aprile dello stesso anno muore anche l'icona della musica pop Prince, star internazionale americana, ritrovato morto nella sua stanza. A fine dello stesso anno muore Leonard Cohen, anche lui pochi giorni dopo la pubblicazione del suo ultimo lavoro You Want It Darker.
- Il 10 giugno 2016 viene uccisa da tre colpi di pistola la giovane cantante statunitense Christina Grimmie, diventata celebre da prima con delle cover su YouTube e poi con la partecipazione al talent show The Voice. L'assassino si è suicidato con la stessa arma subito dopo.
- Il 25 dicembre 2016 muore all'età di 53 anni George Michael, a causa di un arresto cardiaco, ritrovato senza vita nella sua abitazione di Goring-on-Thames.
- Il 31 dicembre 2016 i Pooh, storico gruppo pop italiano nato nel 1966, dopo 50 anni di carriera decidono di sciogliersi, in questa data è stato eseguito l’ultimo concerto della storica band.
- Il 18 maggio 2017 muore all'età di 52 anni Chris Cornell, cantante dei Soundgarden e degli Audioslave e icona del grunge anni novanta.
- Il 22 maggio 2017 avviene un attacco terroristico al concerto di Ariana Grande a Manchester. La cantante terrà poi il 4 giugno, nella cittadina stessa, un grande concerto di beneficenza chiamato One Love Manchester, considerato come il concerto più visto del decennio.
- Il 20 luglio 2017 muore suicida Chester Bennington, cantante dei Linkin Park. Da anni il gruppo aveva cominciato a discostarsi in parte dalle sonorità rap rock e nu metal degli esordi, svolta confermata dall'ultimo album pubblicato mesi prima col cantante, One More Light.
- Il 15 gennaio 2018 muore Dolores O'Riordan, cantante dei Cranberries.
- Il 20 aprile 2018 muore suicida a 28 anni il DJ e produttore Avicii.
- Il 18 giugno 2018 viene ucciso il rapper XXXTentacion all'età di 20 anni.
- L'8 dicembre 2019, dopo l'atterraggio dal volo che l'ha condotto dalla California a Chicago, il rapper Juice Wrld inizia a perdere sangue dalla bocca, per poi morire in ospedale poco dopo a soli 21 anni.
- Il 9 dicembre 2019, si spegne Marie Fredriksson, la cantante dei Roxette.

## Cinema
Il mondo del cinema degli anni 2010 è segnato più che mai dalla realizzazione di sempre più sequel, prequel, spin-off e remake di vari franchise cinematografici. In questo decennio si vede prevalere un'altissima concentrazione di produzioni di genere thriller, d'azione ed horror, molto spesso dilazionate in saghe e trilogie. Cambia anche il modo di vedere il cinema: attraverso diversi servizi di streaming online come Netflix, approdato in Italia nel 2015, Amazon Prime Video e Sky, lo spettatore può scegliere tra una vasta serie di titoli all'interno di un catalogo virtuale direttamente dal proprio computer o televisore. Nonostante il successo di questi servizi, la pirateria, in particolar modo lo streaming illegale, continua a rappresentare un problema e una minaccia per il mondo del cinema. Il decennio ha segnato alcuni eventi significativi:
- Il 31 gennaio 2010, il film Avatar del regista James Cameron, è diventato il primo film ad incassare i 2 miliardi di dollari in tutto il mondo, diventando allora il film che ha incassato di più nella storia del cinema e si è aggiudicato 3 Premi Oscar nello stesso anno. È stato anche uno dei primi film ad essere stati proiettati in 3D di alta qualità. Sempre nello stesso anno, Toy Story 3 è diventato il primo film d'animazione che ha incassato più di 1 miliardo di dollari in tutto il mondo.[senza fonte]
- Nel novembre 2010 esce il settimo e penultimo capitolo della fortunata saga di Harry Potter: Harry Potter e i Doni della Morte - Parte 1. I risultati al box office del film combinati con i sei precedenti film di Harry Potter superano i 6,35 miliardi di dollari, sorpassando quindi i ventidue film di James Bond e i sei film di Guerre stellari, facendo di Harry Potter la serie più remunerativa della storia del cinema[5]. Nel luglio 2011 segue quindi Harry Potter e i Doni della Morte - Parte 2, che, incassando in tutto il mondo oltre 2.718 miliardi di dollari[6], diventa il terzo film con maggiori incassi nella storia del cinema.[la fonte indicata non dice nulla di quanto riportato]
- A partire dal 2017 nasce il movimento Me Too, che provoca un terremoto nel mondo di Hollywood, con numerosi scandali di molestie sessuali.
- Ben più che nel decennio precedente vi è una notevole presenza e riscontro di pubblico di film supereroistici, soprattutto tratti dai fumetti DC e Marvel: uno di essi, Avengers: Endgame (2019) supererá a fine decennio il record d'incassi di Avatar. Il fenomeno, al di fuori degli Stati Uniti, è cavalcato anche in Italia, in un parzialmente più generale ambito di ritorno al cinema di genere, soprattutto con film come Il ragazzo invisibile e Lo chiamavano Jeeg Robot.[senza fonte]

## Letteratura
- Nel 2010 viene assegnato il Premio Nobel per la letteratura allo scrittore spagnolo Mario Vargas Llosa.
- Nel 2011 E. L. James pubblica la trilogia erotica fenomeno editoriale Cinquanta sfumature.

## Scienza e tecnologia
- Gli smartphone diventano gli oggetti tecnologici più usati, affiancati all'inizio del decennio dai tablet.
- Il 27 gennaio 2010 viene presentato dalla Apple Inc. il nuovo modello di iPad. L'iPad offre interazioni multi-touch con formati multimediali che includono quotidiani, riviste, ebook, foto, film, TV show, video, musica, videogiochi e tante altre funzionalità. L'iPad ottiene subito immediate vendite, e solo dopo qualche mese della sua uscita diventa il gadget tecnologico più venduto della storia, battendo la concorrenza interna dell'iPhone.
- Iniziano a essere sempre più presenti le persone che grazie al sito YouTube con i loro video dove cantano, esprimono le loro migliori capacità recitative o artistiche, con le numerose visualizzazioni, riescono ad ottenere il loro successo venendo definiti "Youtuber". Artisti che grazie a YouTube sono riusciti a diventare famosi sono: Justin Bieber, Rebecca Black, Julia Nunes, Conor Maynard, Shane Dawson, PewDiePie e tanti altri.
- I social network, soprattutto Facebook, Instagram e Twitter, si confermano i più usati servizi di Internet, rafforzandone la caratteristica di mezzo di comunicazione orizzontale. Nascono nuovi social, molto utilizzati in questo decennio, come Snapchat e TikTok e nuove applicazioni di messaggistica istantanea come WhatsApp e Telegram.
- Le maggiori multinazionali del settore informatico, principalmente Google ed IBM, competono nella corsa verso la tecnologia quantistica.
- Aumenta sensibilmente la diffusione di connessioni Internet in Fibra ottica.[senza fonte]

## Personaggi
- Giorgio Napolitano
- Sergio Mattarella
- Donald Trump
- Barack Obama
- Vladimir Putin
- Dmitrij Medvedev
- Hu Jintao
- Xi Jinping
- David Cameron
- Angela Merkel
- Nicolas Sarkozy
- François Hollande
- Emmanuel Macron
- José Luis Rodríguez Zapatero
- Mariano Rajoy
- José Manuel Durão Barroso
- Jean-Claude Juncker
- Herman Van Rompuy
- Donald Tusk
- Aljaksandr Lukašėnka
- Viktor Janukovyč
- Petro Porošenko
- Arsenij Jacenjuk
- Dilma Rousseff
- Hugo Chávez
- Raúl Castro
- Recep Tayyip Erdoğan
- Benjamin Netanyahu
- Mahmud Ahmadinejad
- Hassan Rouhani
- Bashar al-Assad
- Hosni Mubarak
- Mohamed Morsi
- Muʿammar Gheddafi
- Akihito
- Naoto Kan
- Yoshihiko Noda
- Shinzō Abe
- Lee Myung-bak
- Park Geun-hye
- Kim Jong-il
- Kim Jong-un
- Papa Benedetto XVI
- Papa Francesco
- Paolo Gentiloni
- Nicolás Maduro
- Matteo Salvini
- Matteo Renzi
- Silvio Berlusconi
- Giuseppe Conte
- Miguel Díaz-Canel
- Jack Ma
- Jeff Bezos
- Mark Zuckerberg
- Beppe Grillo
- Luigi Di Maio
- Diosdado Cabello
- Ali Khamenei
- Benjamin Netanyahu
- Narendra Modi
- Mahmūd Abbās
- Fidel Castro
- Juan Guaidó
- Evo Morales
- Luiz Inácio Lula da Silva
- Jair Bolsonaro
- Rafael Correa
- Lenín Moreno
- Julian Assange
- Elisabetta II del Regno Unito
- Boris Johnson
- Theresa May
- Bernie Sanders
- Jeremy Corbyn
- Hillary Clinton
- Malala Yousafzai
- Greta Thunberg